# Claudio Leigheb
Claudio Leigheb (Fano, 20 agosto 1846 – Quarto dei Mille, 14 novembre 1903) è stato un attore teatrale italiano.

## Biografia
Claudio Leigheb era di antiche origini viennesi e figlio d'arte (suo padre era l'attore comico Giovanni Leigheb): le ristrettezze economiche dell'infanzia lo temprarono nel carattere e lo resero attento e comprensivo nei confronti degli artisti in difficoltà. Interrompe gli studi universitari a Padova per dedicarsi alla recitazione. Allievo di Luigi Bellotti Bon, diventa ben presto attore comico famosissimo, interprete goldoniano apprezzatissimo, elogiatissimo per la naturalezza e la finezza interpretativa, derivategli da uno studio costante e da una severa preparazione professionale. I critici del suo tempo, lo definiscono come attore l'ultimo dei brillanti e, contemporaneamente, il primo grande comico modernamente inteso. Fece parte, con la moglie Teresina Migliotti, della compagnia Città di Torino, passando poi al capocomicato in società con Ermete Novelli, Flavio Andò, Virginia Reiter - con la quale fece ditta avendo anche Oreste Calabresi in compagnia nel 1893 - e, poco prima della morte, con Pier Camillo Tovagliari. Ebbe nelle sue compagnie attori che successivamente sarebbero divenuti famosissimi come il suo concittadino Ruggero Ruggeri, Ida Carloni Talli, Luigi Carini - che entrò nella Andò-Leigheb nel 1893 - Armando Falconi.
Amico e frequentatore di noti scrittori, intellettuali e artisti della sua epoca come Edmondo De Amicis, Giuseppe Giacosa, Cesare Pascarella, Leonardo Bistolfi, Angelo Dall'Oca Bianca, Sebastiano De Albertis, nel 1884 viene insignito del titolo di cavaliere dell'Ordine della Corona d'Italia per meriti artistici.
Dal "viso un poco triangolare, calante su un mento aguzzo, intensissimo di espressione, ma preciso e sobrio nell'uso di essa" (Renato Simoni, Cronache di un grande teatro. Il teatro Manzoni di Milano, Milano 1952, p. 168), il Leigheb ebbe una particolare estensione vocale, che usò per connotare anche foneticamente i suoi tipi umani. Osservatore scrupoloso del dettato dell'autore (amò definirsi collaboratore e non soverchiatore del testo), fu osservatore altrettanto attento della realtà. Aborrì l'uso tradizionale dei "soggetti" e delle buffonerie di facile effetto e si affidò, per la costruzione dei suoi caratteri, alla sicura padronanza della pantomima e della mimica facciale, all'uso di contrasti e controscene, al gusto sapiente della dizione, usata spesso in chiave umoristica, e apportò un contributo significativo all'evoluzione moderna del ruolo del "brillante".  Di temperamento malinconico, scelse una comicità riflessiva. La naturalezza e la misura che gli derivavano dallo studio metodico segnarono la sua cifra stilistica, tanto da renderlo fra gli interpreti maschili più apprezzati dalla critica e più in sintonia con il gusto del suo tempo, anticipatore in tal senso del personaggio-ragionatore che fu del teatro di Luigi Pirandello. Attivo in anni di rapido sviluppo della drammaturgia borghese e di trasformazione della struttura delle compagnie, nel corso della sua carriera esperì l'intera gamma delle possibilità che il ruolo comico gli offriva. Per trent'anni vestì i panni di Arlecchino: La serva amorosa e Il bugiardo di Carlo Goldoni furono i suoi cavalli di battaglia. Recitò ne La bisbetica domata di William Shakespeare e nell' Avaro di Molière. Il suo repertorio era legato tuttavia prevalentemente alla produzione contemporanea: fu interprete di commedie brillanti, farse, monologhi - eccelse in particolare in quelli di A. Salsilli -, nonché di molte pochade di importazione francese, la cui invasione sulle scene italiane non gli impedì, sul finire del secolo, di provarsi anche in parti di tono drammatico o patetico. (da Favino A., Leigheb Claudio, in Dizionario Biografico degli Italiani, 2005).
Fra le sue interpretazioni più famose sono da ricordare Guerra in tempo di pace di Moser e Scontan, La zia di Carlo di Brandon Thomas, Il marito di Babette di Philippe Gille e Henri Meilhac, Le sorprese del divorzio di Alexandre Bisson e Antony Mars e numerose altre commedie e pochade del repertorio fin de siècle.
Ebbe un figlio, Augusto Leigheb, che non intraprese la carriera teatrale
Nel 2001, per le edizioni Bulzoni, è stato pubblicato un libro su Leigheb (Il brillante si fa ragionatore. Claudio Leigheb e il teatro dei ruoli) scritto da Elena De Pasquale.

## Curiosità
- Al principio della sua carriera, attraversata, come tanti altri, da un periodo di difficoltà economiche, per recitare doveva chiedere in prestito gli abiti di scena ad un collega di buon cuore. Nella Legge del Cuore, egli rappresentava un personaggio che si era recato a chiedere ad un burbero signore la mano della figlia per un povero orfano. Ma il vestito che Leigheb indossava era fatto così poco a suo dosso, che quando il burbero padre gli chiese: "Signore, in quale veste venite voi?", una voce dal loggione rispose, pronta: - "In quella di un altro!".